# Dioscorea hintonii
Dioscorea hintonii är en enhjärtbladig växtart som beskrevs av Reinhard Gustav Paul Knuth. Dioscorea hintonii ingår i släktet Dioscorea och familjen Dioscoreaceae. Inga underarter finns listade i Catalogue of Life.